# محسن أباد (تشناران)
محسن‌ أباد (بالفارسية: محسن‌آباد) هي قرية تقع في قسم بيزكي الريفي (مقاطعة تشناران) في إيران. يقدر عدد سكانها بـ 260 نسمة .